# FK Teplice
O FK Teplice é uma equipe de futebol da cidade de Teplice, na República Tcheca. Foi fundado após a Segunda Guerra Mundial, em 1945, e suas cores são azul e amarelo. 
Disputa suas partidas no estádio Na Stínadlech, em Teplice, que tem capacidade para 18.221 espectadores.
A equipe compete atualmente na primeira divisão do Campeonato Tcheco, onde conquistou sua melhor colocação ao ser vice-campeão na temporada 1998/99, ficando atrás apenas do Sparta Praga. Também foi terceiro colocado na temporada 2004/05 e no Campeonato Tchecoslovaco em 1952 e 1970/71.
Seu único título foi a Copa da República Tcheca em 2003. Este resultado lhe valeu a vaga na Copa da UEFA para a temporada 2004/05, esta que foi sua melhor participação em torneios europeus ao chegar na terceira fase. Eliminou na primeira fase o Kaiserslautern, ganhando na Alemanha por 2 a 1 e em casa por 1 a 0. Na segunda fase, o adversário foi o Feyenoord. O clube tcheco venceu por 2 a 0 na Holanda e empatou por 1 a 1 em casa. Na terceira fase, o clube foi eliminado pelo Celtic, após perder por 3 a 0 na Escócia e vencendo por 1 a 0 em casa.
Na Liga dos Campeões da UEFA, sua única participação foi em 1999-00, quando perdeu para o Borussia Dortmund. Os dois jogos foram 1 a 0 para os alemães.
Outro resultado importante a nível continental foi quando chegou à final da Copa Mitropa, em 1969. Na ocasião, perdeu pro então compatriota (agora eslovaco) Inter Bratislava.

## Nomes
- 1945 — SK Teplice-Šanov (Sportovní klub Teplice-Šanov)
- 1948 — Sokol Teplice
- 1949 — ZSJ Technomat Teplice (Základní sportovní jednota Technomat Teplice)
- 1951 — ZSJ Vodotechna Teplice (Základní sportovní jednota Vodotechna Teplice)
- 1952 — ZSJ Ingstav Teplice (Základní sportovní jednota Ingstav Teplice)
- 1953 — DSO Tatran Teplice (Dobrovolná sportovní organizace Tatran Teplice)
- 1960 — TJ Slovan Teplice (Tělovýchovná jednota Slovan Teplice)
- 1966 — TJ Sklo Union Teplice (Tělovýchovná jednota Sklo Union Teplice)
- 1991 — TFK VTJ Teplice (Tělovýchovný fotbalový klub Vojenská tělovýchovná jednota Teplice)
- 1993 — FK Frydrych Teplice (Fotbalový klub Frydrych Teplice)
- 1994 — FK Teplice (Fotbalový klub Teplice, a.s.)

## Uniformes

### Uniformes atuais
| Primeiro Uniforme | Segundo Uniforme | Primeira Combinação |

## Títulos
- Copa da Tchéquia: 1 (2003),(2009).